# 1938年臺灣
|        | 臺灣歷史 \| 台灣歷史年表 |
| 世纪： | 19世纪臺灣 \| 20世纪臺灣 \| 21世纪臺灣 |
| 年代： | 1900年代臺灣 \| 1910年代臺灣 \| 1920年代臺灣 \| 1930年代臺灣 \| 1940年代臺灣 \| 1950年代臺灣 \| 1960年代臺灣                                           |
| 年份： | 1933年臺灣 \| 1934年臺灣 \| 1935年臺灣 \| 1936年臺灣 \| 1937年臺灣 \| 1938年臺灣 \| 1939年臺灣 \| 1940年臺灣 \| 1941年臺灣 \| 1942年臺灣 \| 1943年臺灣 |
| 纪年： | 戊寅年（虎年）、日本昭和13年 |

## 政府

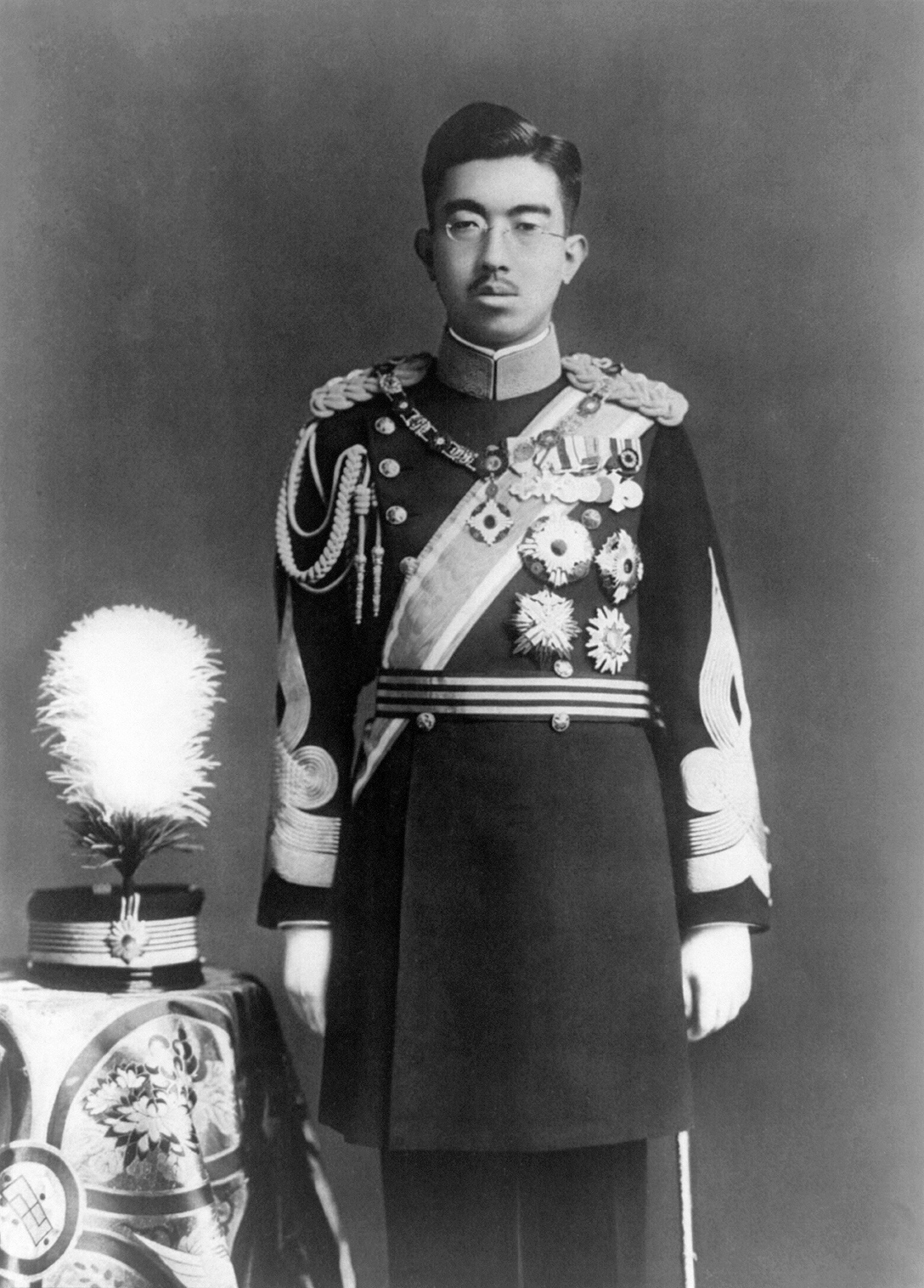
天皇：昭和天皇
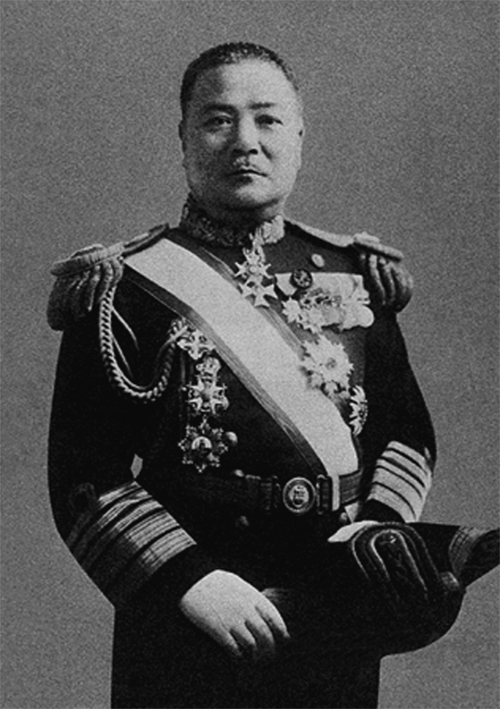
臺灣總督：小林躋造
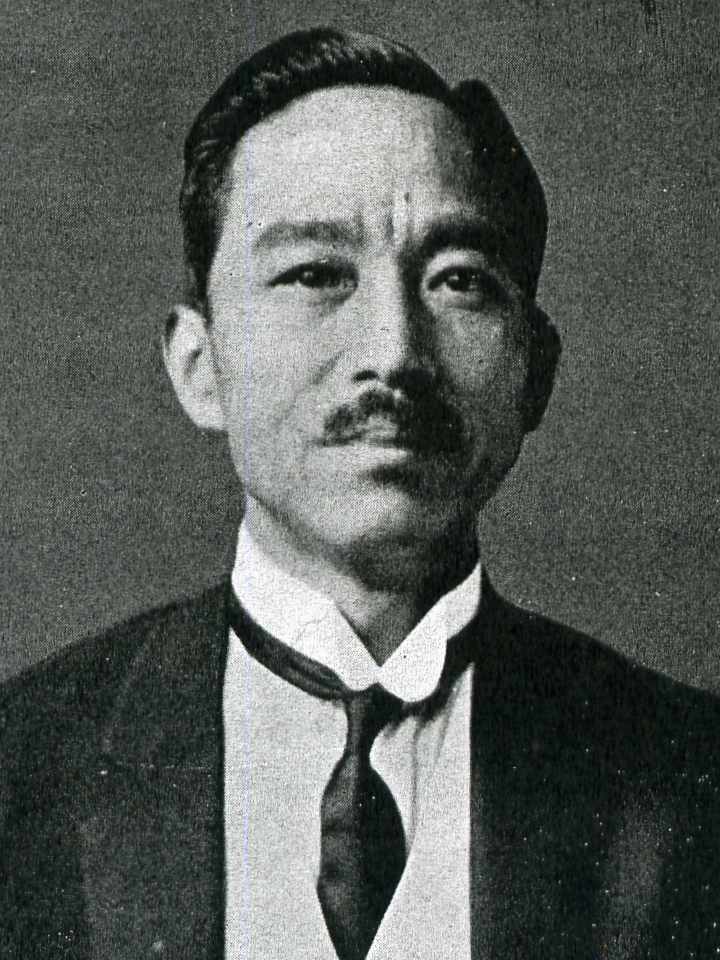
總務長官：森岡二朗

## 大事記
- 2月11日：
  - 臺北州基隆郡的瑞芳庄升格為瑞芳街[1]。
  - 臺中州大甲郡的沙鹿庄升格為沙鹿街[1]。
  - 臺中州員林郡的溪湖庄升格為溪湖街[1]。
  - 臺中州北斗郡的二林庄升格為二林街[1]。
  - 臺中州南投郡的草屯庄升格為草屯街[1]。
  - 花蓮港廳玉里郡的玉里庄升格為玉里街[1]。
- 2月23日：蘇聯援華志願隊對松山機場發動空襲[2]。11:05時，飛機在臺北州七星郡松山庄與內湖庄丟下12顆炸彈，其中兩顆是未爆彈，當場炸死1名男性、7名女性，傷重不治者有2名男性、5名女性，負傷者有25名男性、16名女性，共死傷56人，均是本島籍，而在附近的臺北機場與鐵路工廠並未受損；另有一顆250公斤的炸彈在附近水田裡炸出直徑約10公尺，深約4.4公尺的大洞[3]。同日13:05，八架飛機出現在新竹州竹東郡橫山鹿寮坑山地上空4000公尺處，於日本鑛業株式會社竹東油業所宿舍一帶丟下約72顆炸彈，當中有5枚未爆彈，導致一間竹東油業所宿舍輕微受損，一間本島人的小屋起火燃燒，當場炸死1名本島籍男性，1名內地籍男性傷重不治。至於負傷者，本島人有10名男性、2名女性，內地人有1名女性，另外還有一些家畜受波及，但油業設施等建物並未受損[3]。
- 3月17日：11:45分，一架自臺南飛行場起飛的中島郵便機（日本航空輸送所有）疑似因機件故障而墜毀於距離澎湖良文港（今澎湖縣湖西鄉龍門村）3浬處的海域，馬公要港部與郵便局派出船隻救援，但駕駛員曾根原與機關士崛內均已罹難；日本航空輸送於3月25日14:00將二人葬於臺北西本願寺[4]:37。
- 4月1日：
  - 臺北州七星郡松山庄廢庄，併入臺北市[5]。
  - 臺南州北門郡七股庄的「土城子」、「青草崙」改隸新豐郡安順庄[5]。
- 5月13日：海山神社舉行鎮座式[6]:13。
- 5月19日，一艘自大溪漁港開往龜山島的「見取丸」號，除船長、船員兩人還載有二十七名旅客，在中途翻船，只有四人獲救，死者包括廖瓊枝的母親[7]。

## 出生
- 2月3日——張文英，醫師、政治人物。曾任嘉義市市長，許世賢之女。
- 3月23日——張俊雄，律師、政治人物。美麗島事件辯護律師，曾任行政院院長。
- 5月17日——張俊宏，政治人物、黨外運動領導人。曾任臺灣省議員、立法委員。
- 6月1日——廖福本，政治人物。長期擔任中國國民黨立法院黨團書記長。（2012年逝世）
- 6月2日——王澤鑑，法學者。曾任中華民國司法院大法官。
- 6月15日——姚嘉文，律師、政治人物。美麗島事件受難者之一、第二屆民主進步黨主席。
- 7月31日——施性忠，新竹黨外運動領袖。曾任新竹市市長，號「無法法師」。
- 10月30日——城仲模，法律學者、政治人物。曾任中華民國司法院副院長。
- 11月7日——田弘茂，政治人物。曾任中華民國外交部部長，現任海峽交流基金會董事長。
- 11月15日——陳若曦，作家。著有描寫中國文革時期的作品〈尹縣長〉。
- 11月16日——康寧祥，黨外運動重要領導人。曾任臺北市議員、立法委員。創立《八十年代》、《首都早報》
- 11月29日——湯曜明，軍人。第一位臺灣本省籍中華民國參謀總長、國防部部長。（2021年逝世）
- 12月5日——黃文雄，旅日臺灣獨立運動參與者。歷史學者、政論家。

## 逝世
- 2月23日——黃慶雲，企業家。